# 1. generalno poveljstvo (Avstro-Ogrska)
1. generalno poveljstvo (izvirno nemško 1. Generalkommando) je bil štab v moči korpusa avstro-ogrske kopenske vojske, ki je bil aktiven med prvo svetovno vojno.

## Zgodovina
Poveljstvo je obstajalo med aprilom in septembrom 1918, ko je bilo razpuščeno.

## Poveljstvo
Poveljniki (Kommandanten)
- Emmerich Hadfy von Livno: april–julij 1918
- Johann Haber (v.d.): julij–september 1918

Načelniki štaba (Stabchefs)
- Albert Bartha: april–september 1918